# Ethel Afamado
Ethel Afamado (sinh ngày 25 tháng 4 năm 1940 ) là nhà soạn nhạc, nhà thơ nữ, nghệ sĩ guitar, và nữ ca sĩ-nhạc sĩ người Uruguay.

## Tiểu sử
Kiến thức âm nhạc của Ethel Afamado bao gồm các nghiên cứu về violin, bassoon, ca hát, guitar và sáng tác. Cô đã tham gia các khóa học sân khấu với Juan Carlos Carrasco và Jorge Triador. Đặc biệt quan tâm đến âm nhạc Sephardic truyền thống, cô đã biên soạn tài liệu và đưa ra một số bài hát để giới thiệu những bài hát cũ này. Cô đã tạo ra âm nhạc cho hơn 100 bài thơ của các tác giả người Uruguay và Hispanoamerican, thực hiện nhiều bài hát trong bài hát với phần đệm guitar.
Afamado cũng đã sáng tác các bài hát cho các vở kịch, bao gồm cả những bài của Cervantes, Florencio Sánchez và Federico García Lorca. Từ năm 1987 đến năm 1997, cô đã trình bày bản nhạc Canción e tưởng tượng của mình với tư cách là một nghệ sĩ độc tấu với chị gái Gladys Afamado. Cô ấy đã trình bày, trong số những người khác, các bài hát của Soones, sus voces, en mi voz, Caminos de la palabra và Canciones para sentir. Cô thực hiện chương trình có tên Canto y poesía cùng với nữ diễn viên Maruja Santullo, và Mujeres sus voces nuestra voz với nhà thơ Lộ Đức Peruchena.
Năm 1993, Afamado tham gia vào nhà thơ Jorge Arbeleche băng Ágape, với ba bản nhạc của anh ta. Năm 1997, cô lại tham gia Ágape, lần này được phát hành trên đĩa. Những bài thơ đã được phổ nhạc kịch hoặc ngâm thơ bởi một số lượng lớn các nghệ sĩ quốc gia, bao gồm Andrés Stagnaro (singer), Dahd Sfeir, Estela Medina, Antonio Larreta, Juan Alberto Sobrino, Jorge Bolani, Gonzalo Ruiz, Enrique Rodríguez Viera, và Washington Carrasco and Cristina Fernández.